# Pampelonne

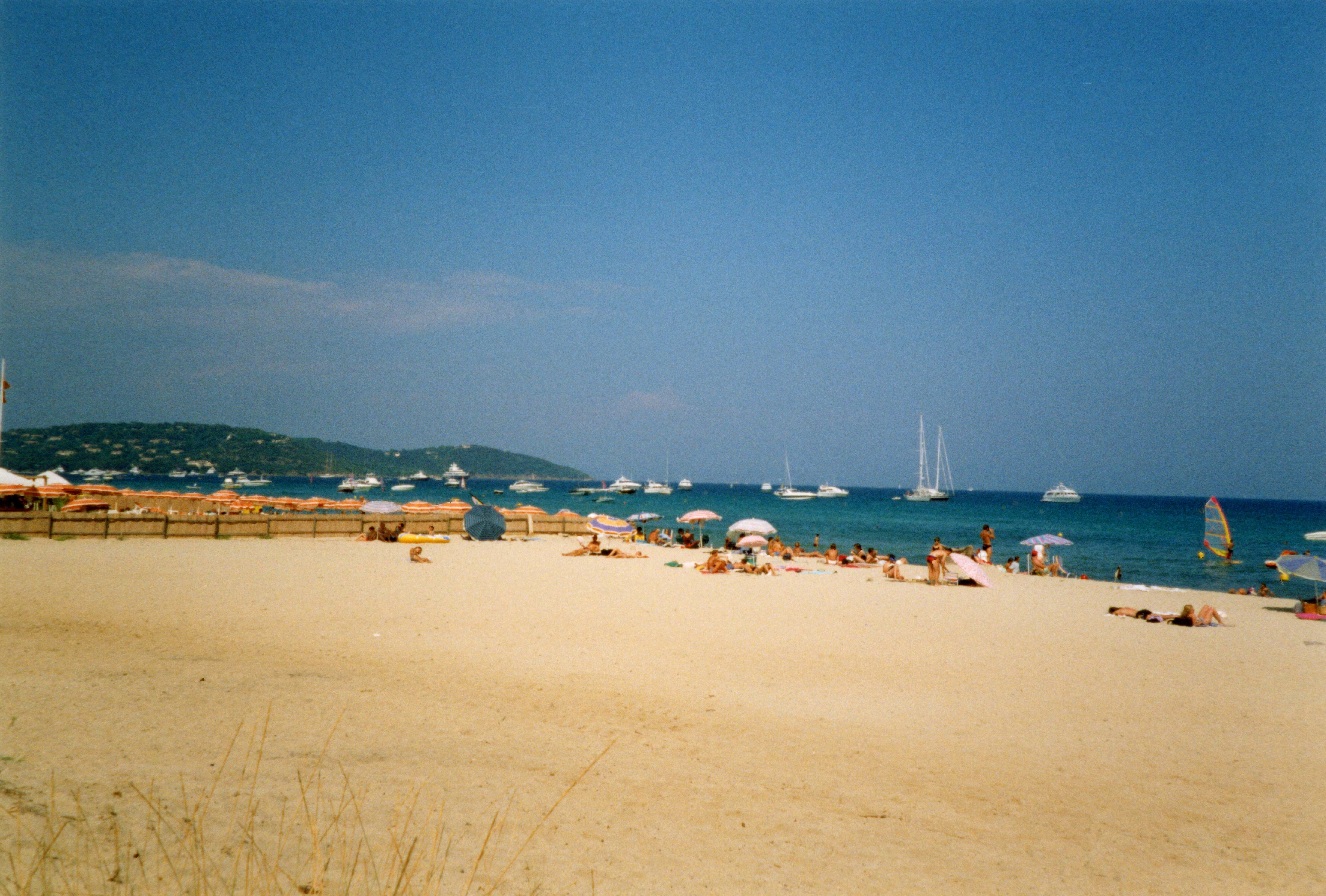
Pláž Pampelonne

Pampelonne je písečná pláž dlouhá 4,5 kilometru nacházející se ve stejnojmenné zátoce u obce Ramatuelle na Azurovém pobřeží, v départementu Var, několik kilometrů od městečka Saint-Tropez.

## Geografie

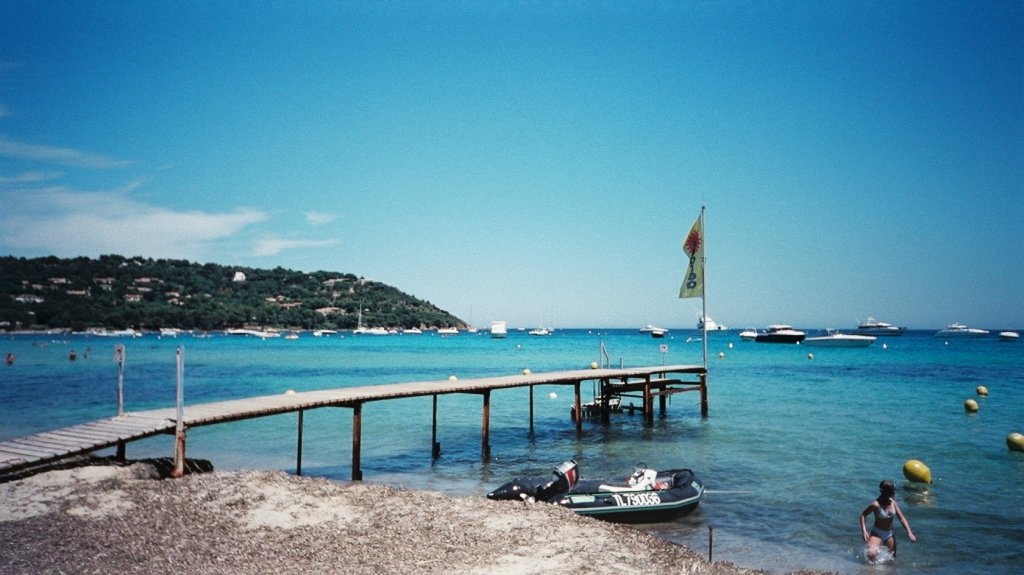
Pláž Pampelonne

Pláž dlouhá 4,5 km se rozkládá na 27 hektarech písku v zátoce Pampelonne, z jihu ji ohraničují Mys Camarat a Mys Bonne Terrasse, na severu Mys Pinet a na západě Provensálské vinice, prérie, borové háje, kempy a luxusní vily.

## Historie
Byla jednou z pláží, na nichž proběhlo vylodění v srpnu 1944.
Světově známou se stala od 50. let spolu se Saint-Tropez díky proslulému dílu světové kinematografie – filmu Rogera Vadima z roku 1956 A bůh stvořil ženu (Et Dieu… créa la femme), v němž hrála Brigitte Bardotová.

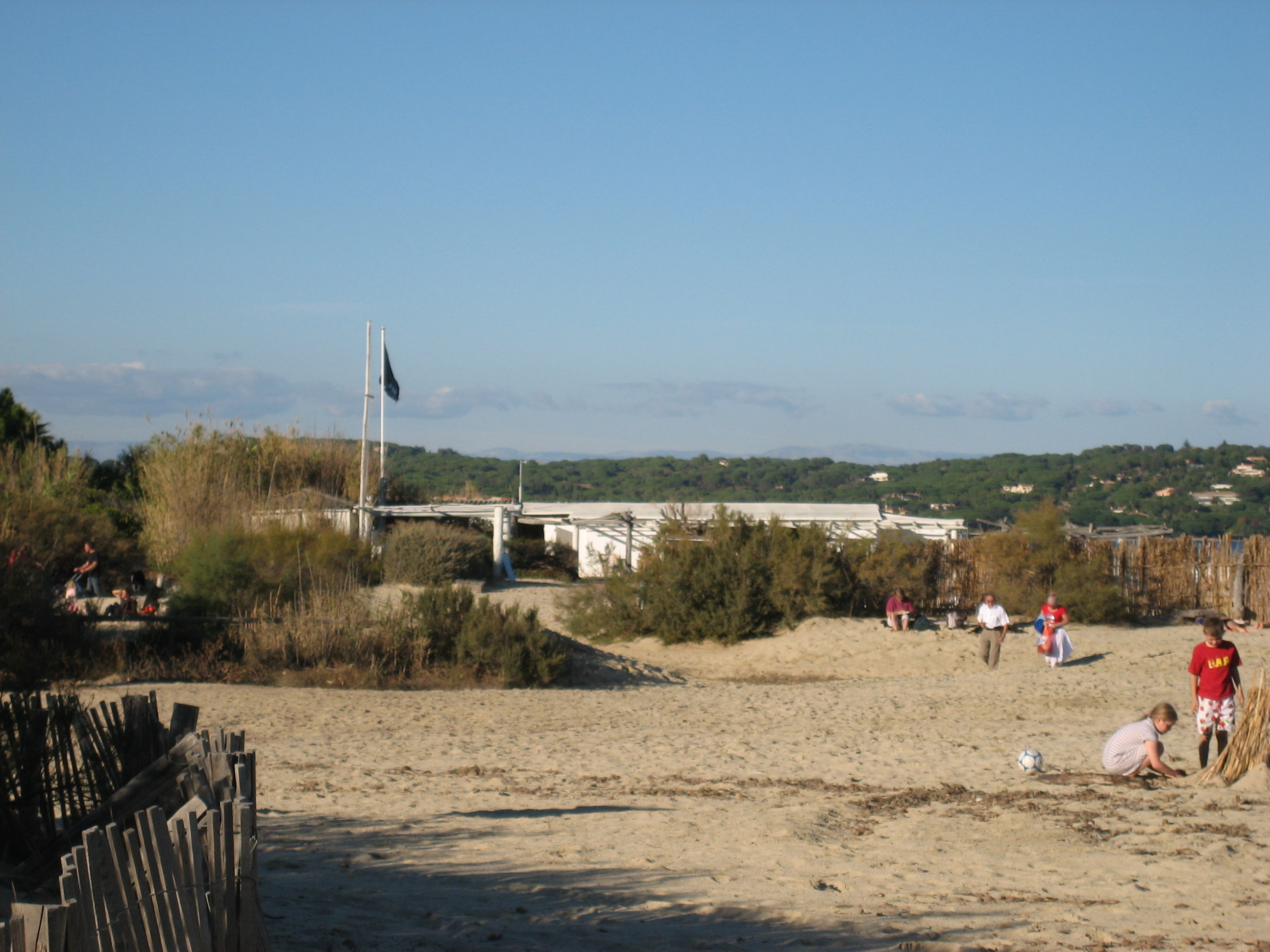
Club 55

## Pláže
Od 50. let se na pláži nachází 27 soukromých podniků, které v červenci a srpnu navštíví téměř 30 000 návštěvníků denně. Nejznámějšími jsou la Voile Rouge, Key West Beach, Nioulargo, Millesim Beach Club, le Club 55, Tahiti, Nikki Beach, Le Lagon, Tropézina, ...

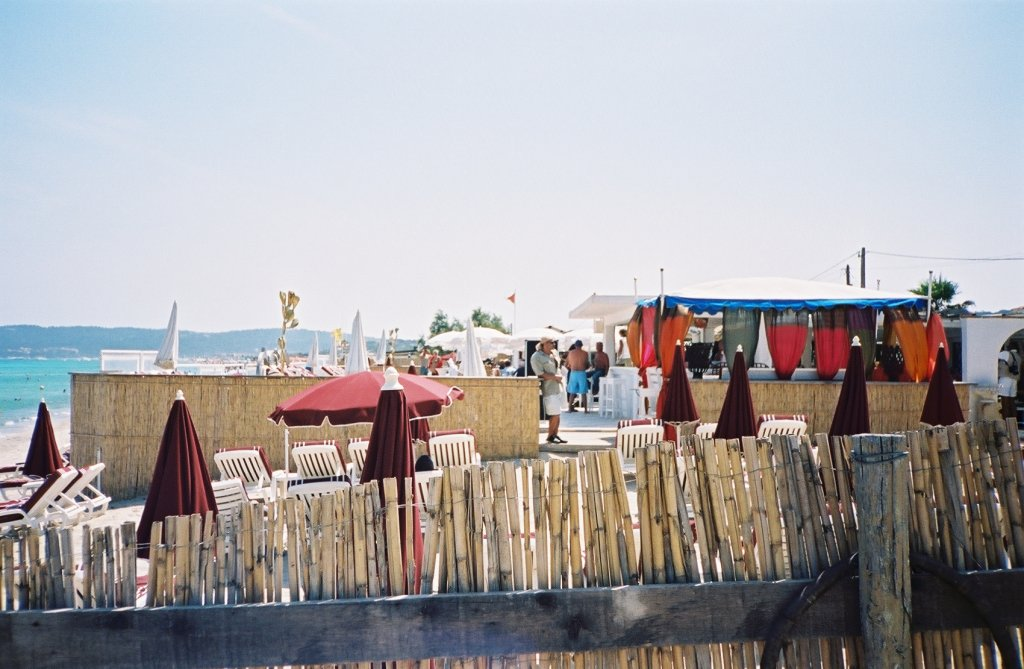
La voile Rouge